# Crucesfloden

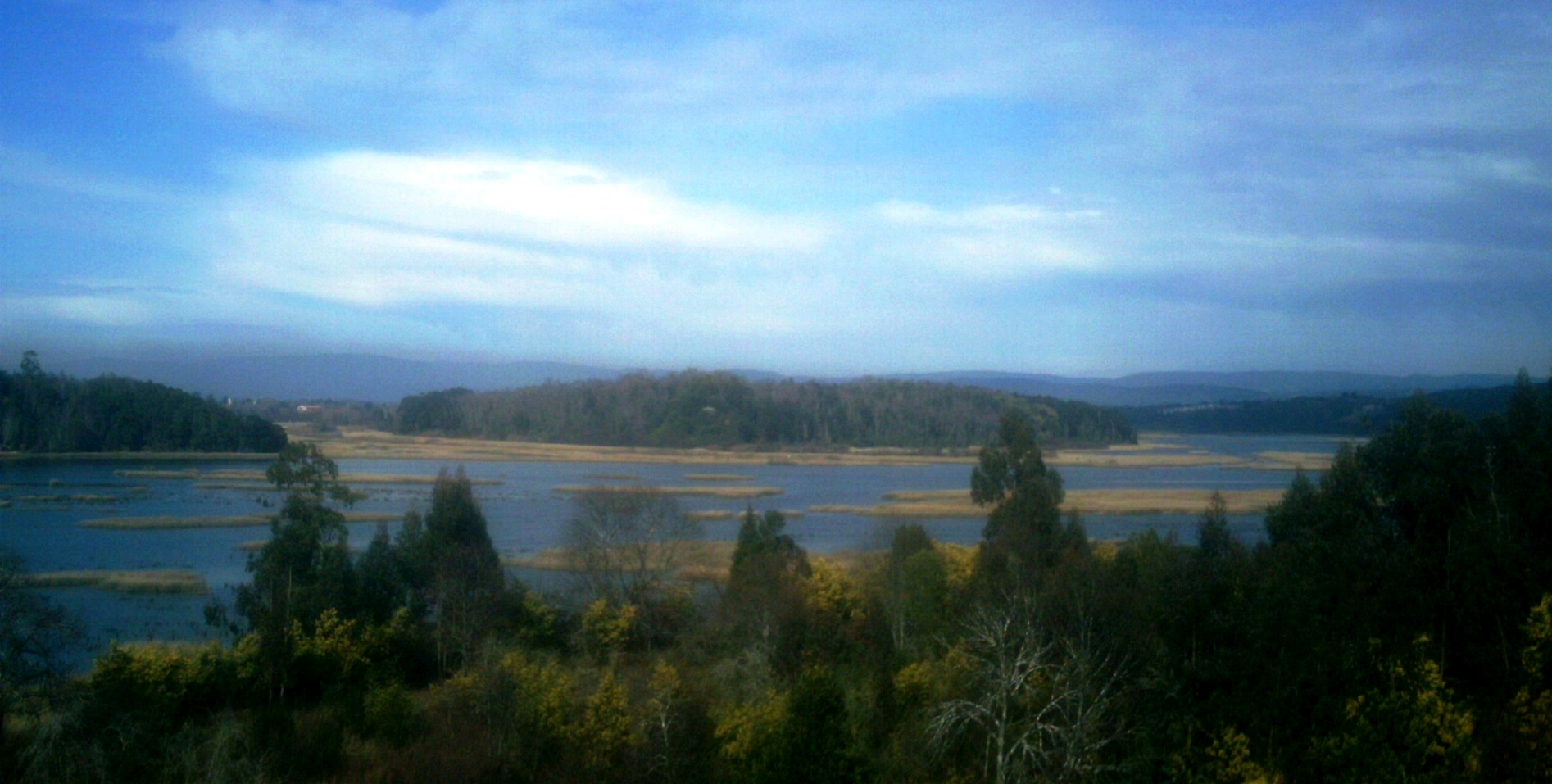
Río Cruces

Rio Cruces är en flod som rinner genom Valdivia i södra Chile. Rio Cruces har sin källa vid foten av Volcan Villarica. 
Floden är ett viktigt naturreservat kallad Santuario de la naturaleza Carlos Andwanter. På senare tid[när?] har floden blivit förgiftad med tungmetaller från Celco, en cellulosafabrik. Av denna anledning har det förut så livliga fågellivet i området minskat drastiskt.